# Теџас Мк2
Теџас Мк2 (Санскрт: तेजस्ⓘ: „брилијант“) је планирани индијски једномоторни ловац четврте генерације. Развија га индијска компанија Аеро-наутика Хиндустан за потребе индијског ратног ваздухопловства. Представља даљи развој авиона Теџас, са продуженом механичком структуром авиона, блиско спојеним канардима, новим сензорима и снажнијим млазним мотором. Планирано је да Теџас Мк2 замени авионе  Јагуар, Мираж 2000 и МиГ-29. Први пробни лет је планиран за 2023. годину, а увођење у оперативну употребу за 2026. годину.

## Развој и дизајн
Као основа за развој авиона Теџас Мк2 служи авион Теџас. Иницијално је било планирано да труп новог авиона буде продужен за око пола метра, како би био уграђен снажнији млазни мотор, но временом је дизајн еволуирао, па је труп продужен за готово метар и по, а планирана је и уградња блиско спојених канарда. Максимална полетна маса новог авиона би требало да износи 17 и по тона, а требало би да може да носи до шест и по тона наоружања. Очекује се да ће Теџас МК2 имати фузију сензора и нови АЕСА радар. Планирано је да Теџас Мк2 буде погоњен млазним мотором Џенерал Електрик Ф414-ГЕ-ИНС6ЕПЕ, потиска 58,5 kN, односно 98 kN са додатним сагоревањем.